# 傅履階
傅履階（1553年—？），字則及，號鳳崙，福建泉州府南安縣人，軍籍，明朝政治人物。

## 生平
隆慶四年（1570年）庚午科福建鄉試第十四名舉人，萬曆十四年（1586年）中式丙戌科會試第八十三名，二甲第三十三名進士。吏部觀政，授戶部主事，十七年（1589年）九月管河西務鈔關，十九年（1591年）升戶部員外郎，二十年（1592年）二月升戶部山西司郎中，二十四年（1596年）出為楚雄府知府，同年九月引疾致仕歸里，四十二年（1614年）撰立《南安縣重修儒學記》碑。

## 家族
曾祖傅璇；祖父傅翰英；父傅陽明，字際熙，號晦吾，嘉靖二十五年丙午科順天鄉試舉人，南陵縣知縣。母王氏。永感下。兄傅履禮（萬曆八年進士）、傅履約（留守司經歷）、傅履重（隆慶四年舉人）。